# Макбрайд, Джаред
Джаред Макбрайд (англ. Jared McBride) — американский историк, специализирующийся на сопротивлении во время Второй мировой войны (Холокосте и в иных эпизодах насилия), американский политический эксперт, доктор философии по истории. Первый в мире действительный член (fellow) Центра исследований прогрессивного геноцида имени Марге и Дугласа Гринбер в USC Shoah Foundation, участник конференций. Автор наиболее подробного исследования (вышедшего в 2016 году) в отношении участия местных жителей в Волынской резне. Один из подписантов обращения к Петру Порошенко с призывом отказаться от принятия законов в поддержку героизации ОУН-УПА. Свободно владеет английским, немецким, русским, украинским, понимает польский и чешский.

## Биография
С 2006 по 2009 год преподавал в Калифорнийском университете в Лос-Анджелесе следующие курсы: «История России: Императорская Россия от Петра Великого до Николая II», «История России: революционная Россия и Советский Союз», «Третий рейх и евреи: годы истребления 1939—1945 гг.», «Европа, 1815—1914: Буржуазный век», «Введение в западную цивилизацию: 843—1715», «Введение в западную цивилизацию: с 1715 года до настоящего времени», «Введение в азиатские цивилизации: перекрестки Юго-Восточной Азии».
В 2014 году Макбрайд получил степень доктора философии по истории в Калифорнийском университете в Лос-Анджелесе. С 2015 года работает профессором в отделе истории Колумбийского университета, где преподавал курсы: «Войны в войне: история второй мировой войны в Восточной Европе», «Массовое насилие в Восточно-европейских пограничных районах, 1914—1991 годы». В 2015 году проходил научную стажировку в Центре Вудро Вильсона.
В январе 2015 года Макбрайд провел лекцию в USC «Построение микроистории Холокоста в Западной Украине». Во время резидентуры в Центре Джека Джозефа и Мортона Манделя для углубленных исследований Холокоста в Мемориальном музее Холокоста Макбрайд провел исследование по его проекту «Убийство соседей: отмена многонациональной западной Украины во Второй мировой войне». Много времени проводил в архивах.
В 2016 году работал в Институте Кенана в Международном центре имени Вудро Вильсона и в Мемориальном музее Холокоста США.
Ныне работает над рукописью книги «Webs of Violence: Occupation, Revolution, and Terror in Western Ukraine, 1941—1944».

## Избранные публикации
- «Contesting The Malyn Massacre: The Legacy Of Inter-Ethnic Violence And The Second World War In Eastern Europe» The Carl Beck Papers, no. 2405 (2016).
- «Who’s Afraid of Ukrainian Nationalism?», Kritika: Explorations in Russian and Eurasian History 17, 3 (Summer 2016).
- «Peasants into Perpetrators: The OUN-UPA and the Ethnic Cleansing of Volhynia, 1943—1944», Slavic Review 75, 3 (Fall 2016).
- «To Be Stored Forever» [Book review of Taras Bul’ba-Borovets’: Dokumenty. Statti. Lysty, ed. Volodymyr Serhiichuk (Kyiv, 2011)], Ab Imperio 1 (2012): 434—445.
- «Olevsk Ghetto» by Jared McBride and Alexander Kruglov for The United States Holocaust Memorial Museum: Encyclopedia of Camps and Ghettos, 1933—1945, Vol.2, ed. Martin Dean (Bloomington and Indianapolis: Indiana University Press in association with the United States Holocaust Memorial Museum, 2012), p. 1553—1555.
- «Ukrainian Holocaust Perpetrators Are Being Honored in Place of Their Victims» Tablet, July 21, 2016.
- «Ukraine’s struggle with the past is ours too» (with Per Rudling and Tarik Cyril Amar), openDemocracy, June 15, 2016.
- «How Ukraine’s New Memory Commissar Is Controlling the Nation’s Past» The Nation, August 13, 2015.
- On the Columbia Symposium (англ.). ukraineanalysis.wordpress.com. Дата обращения: 16 июля 2025., commentary published in Current Politics in Ukraine, June 7, 2013.
- Per Anders Rudling, Jared McBride. Ukrainian Academic Freedom and Democracy Under Siege (англ.). algemeiner.com. Дата обращения: 16 июля 2025., The Algemeiner, March 1, 2012.
- “Civil” Discourse in Ukraine (англ.). defendinghistory.com. Дата обращения: 16 июля 2025., commentary published in Defending History, January 24, 2012.
- Euro 2012: Maydan of hate? (англ.). web.archive.org. Дата обращения: 27 октября 2015., letter published in Kyiv Post, December 21, 2011.
- Volhynia and the Noxious Weed of Antisemitism (англ.). defendinghistory.com. Дата обращения: 16 июля 2025.
- Тарас Бульба-Боровець. Документи. Статті. Листи / Ред. Володимир Сергійчук. Київ: П. П. Сергійчук М. I., 2011. 816 c. ISBN 978-966-2911-36-7